# Comédie
Pour les articles homonymes, voir Comédie (homonymie).

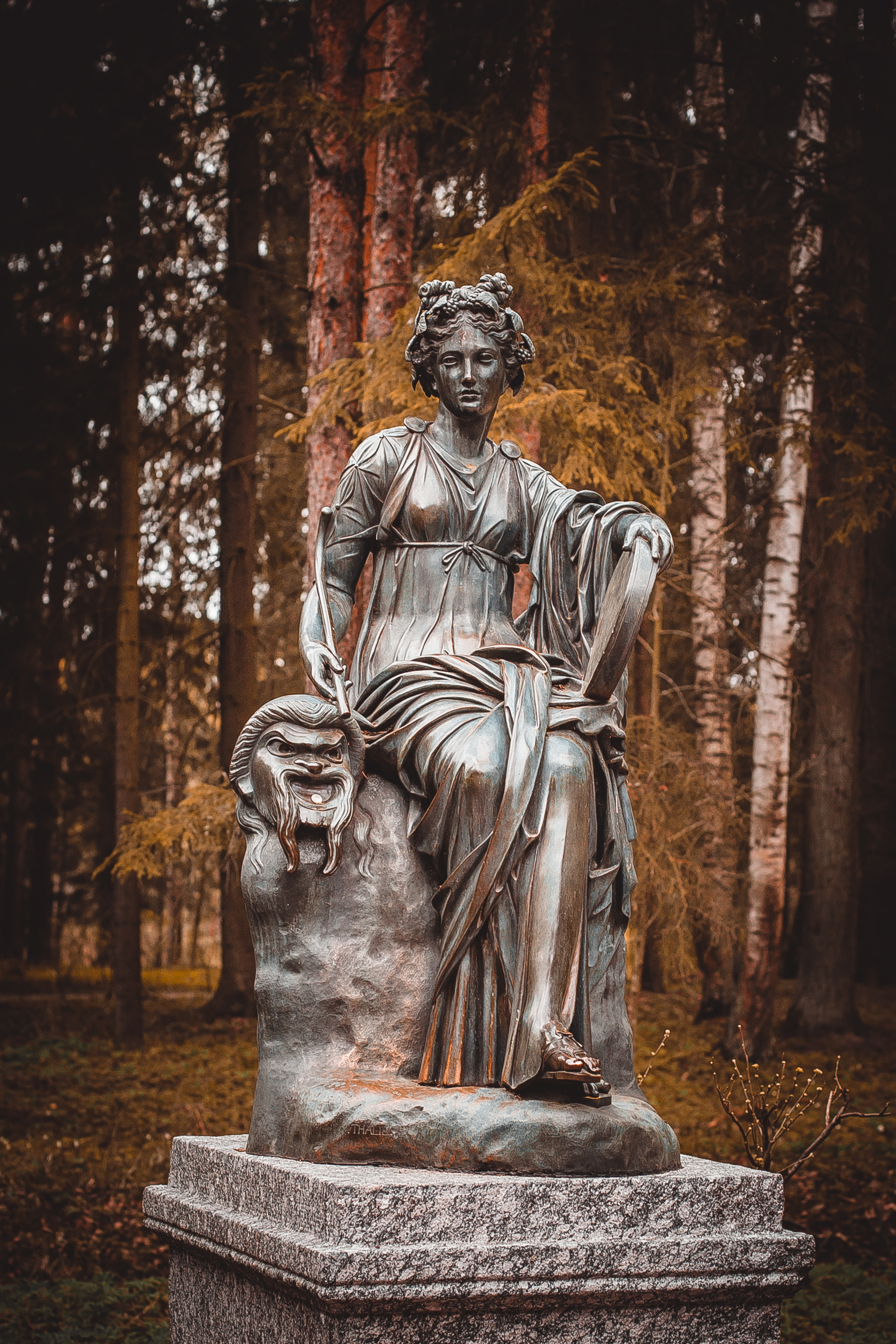
Sculpture représentant Thalie, muse de la comédie, dans le parc de Pavlovsk, à Saint-Pétersbourg.

La comédie (du grec κωμωδία) est un genre littéraire, théâtral, cinématographique et télévisuel fonctionnant sur le registre de l'humour. Née dans l'Antiquité grecque, elle est devenue un genre littéraire qui s'est épanoui de manière diversifiée en fonction des époques. Avant Molière, elle était dévalorisée comparée à la tragédie.
Prise au sens large du terme, la comédie n'est pas systématiquement axée sur le registre comique (divertissement, légèreté, rire, etc.), même si la plupart des comédies le sont. La comédie larmoyante, par exemple, fait rêver et n'a rien d'humoristique mais fonctionne comme une comédie, notamment par la présence de la caractéristique classique de la fin heureuse. Au XIXe siècle apparaît la comédie dramatique, notamment avec Alfred de Musset (On ne badine pas avec l'amour, Les Caprices de Marianne). C'est un genre hybride dans lequel la tonalité légère et humoristique, dominante dans la comédie antique et classique, est gommée par une fin malheureuse et une morale solennelle inhérente au drame romantique. Le sens du terme « comédie » particulièrement large à l'époque classique du XVIIe siècle s'est progressivement restreint, surtout à la suite de l'apparition du drame à la fin du XVIIIe siècle, un genre « sérieux » marqué par l'émotion et un ton pathétique. Au XIXe siècle, l'appellation « comédie » s'applique à des pièces dont le dénominateur commun est le rire, avant de disparaître presque complètement dans le théâtre contemporain, qui répugne à cataloguer les œuvres par genres.
Au-delà de l'amusement et du divertissement que procurent beaucoup de comédies, une œuvre de ce genre peut également véhiculer un discours critique.

## Étymologie
La comédie trouve son origine dans la littérature grecque. Le mot κωμῳδία / kômôidía est formé de κῶμος / kỗmos (« fête en l’honneur de Dionysos »), et ᾠδή / ôidế (« chant »). 
Jacques Grévin, dans son Brief discours (1561), en donne quant à lui l'étymologie suivante : « Et quant à moi je suis de cette opinion que la Comédie a pris son nom ἀπὸ τῶν κωμῶν, c’est-à-dire des rues par lesquelles de ce premier temps elles estoyent jouées ». 
Plus récemment, Marcello Durante a rapproché le κῶμος / kỗmos du nom indo-iranien de la « proclamation qualifiante » *ċámsa- auquel se rattache aussi le latin censēre,.
Le terme de comédie désigne également l'art de l'acteur (dit également comédien). Jouer la comédie signifie interpréter un rôle.
Au sens figuré, faire la comédie signifie faire du cinéma ou faire des manières pour peu de choses.

## Historique

### Débuts de la comédie dans l'antiquité gréco-romaine
La comédie, ainsi que la tragédie, dont la représentation remonte aux VIe et Ve siècles av. J.-C., ont une origine religieuse, liée au culte de Dionysos.

« Comme ce culte ramenait tour à tour des sacrifices funèbres ou de joyeuses solennités pour célébrer le deuil de l'hiver ou le brillant réveil du printemps. On y voyait tour à tour la cérémonie sacrée tourner au drame des pleurs ou au drame d'allégresse. Au renouveau, de joyeuses processions de rustres avinés et travestis en Pans et en Satyres menaient leur carnaval religieux à travers le village, et usaient de la licence consacrée de la fête, pour interrompre leurs cantiques d'apostrophes satiriques adressées à la foule. Peu à peu ces intermèdes de lazzis prennent une forme plus dramatique; les farceurs rendent la satire plus piquante, en jouant les personnages qu'ils attaquaient : ce divertissement tourne en scènes de caricature. Ce fut donc là le berceau de la Comédie. »

Ces représentations ont lieu lors de fêtes organisées par l'État. Deux fois par an, elles réunissent les citoyens autour d'un concours entre trois auteurs sélectionnés à l'avance. Pendant les trois jours de cérémonies, ceux-ci font représenter plusieurs pièces chacun. Ainsi le public assiste-t-il à une quinzaine de représentations, depuis le matin jusqu'au crépuscule. Cette manière de voir du théâtre est assez éloignée de celle qui est la nôtre aujourd'hui, à part à l'occasion de certains festivals.
Le lieu de ces représentations est un édifice à ciel ouvert, pouvant accueillir un public très nombreux, occupant les gradins. Face à lui se trouve la scène, au-dessus de laquelle un balcon peut voir apparaître les dieux. Il y a également une fosse d'orchestre, un espace circulaire dans lequel se trouve un autel dédié à Dionysos et réservé au chœur (par conséquent situé à la fois « avec » les acteurs, et séparé d'eux).
Le chœur est composé d'un certain nombre de choreutes, qui prennent en charge la partie lyrique du spectacle (le chant). Il était accompagné au départ d'un acteur (le protagoniste) puis on en ajouta deux autres : le deutéragoniste et le tritagoniste. Avec l'évolution du théâtre, la part lyrique a diminué, au profit du dialogue.
À l'époque, tous les rôles sont tenus par des hommes, portant des masques : le visage de l'acteur n'exprime donc pas une psychologie nuancée et les nuances de l'émotion passent par le ton et les gestes. Les acteurs portent des tuniques colorées, la couleur permettant d'aider les spectateurs à distinguer les différents rôles. Les pièces grecques se composent d'un certain nombre de « moments » définis : un prologue, puis l'entrée du chœur (« parodos »), puis des épisodes coupés par des chants du chœur, enfin la sortie du chœur (« exodos »).

#### Débuts de la comédie en littérature
Par fables d'Ésope on désigne un ensemble de fables en prose attribuées à Ésope, écrivain grec qui a vécu vers la fin du VIIe et le début du VIe siècle av. J.-C. Il était originaire de la Thrace, près de la mer Noire.
Les fables d'Ésope étaient en prose et concises, La Fontaine en mit certaines en vers ainsi que Phèdre, Avianus et Charles Perrault, pour ne citer que les plus célèbres fabulistes.
« Tout le récit de la vie d'Ésope est parcouru par la thématique du rire, de la bonne blague au moyen de laquelle le faible, l'exploité, prend le dessus sur les maîtres, les puissants. En ce sens, Ésope est un précurseur de l'anti-héros, laid, méprisé, sans pouvoir initial, mais qui parvient à se tirer d'affaire par son habileté à déchiffrer les énigmes ».

#### Comédie athénienne sous le siècle de Périclès

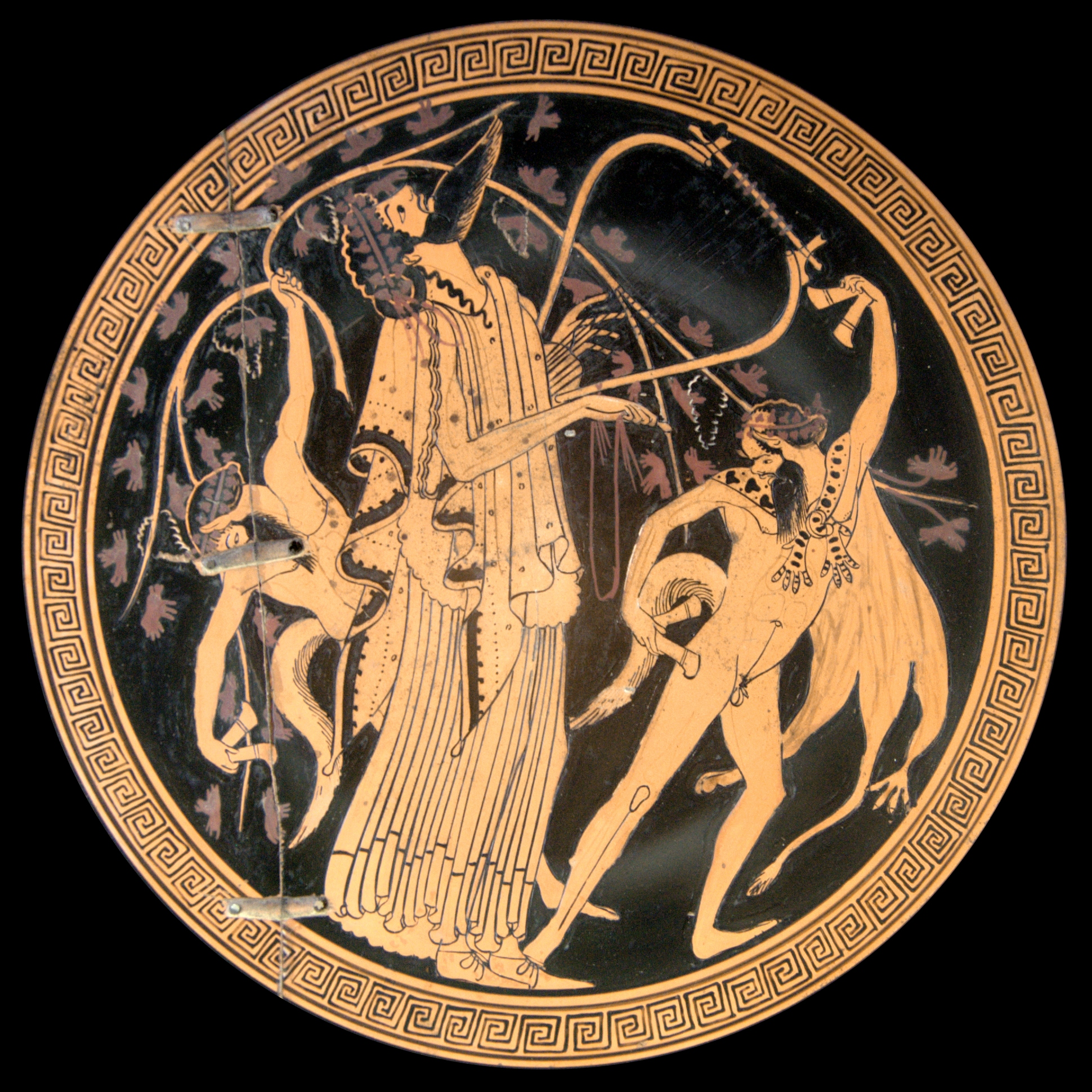
Dionysos et les Satyres. Intérieur d'une coupe attique à figures rouges par le peintre de Brygos. Vers 480 av. J.-C.

Au Ve siècle av. J.-C. sous le siècle de Périclès, en pleine démocratie athénienne, le poète Cratinos crée la Vieille Comédie en tant qu'institution d'opposition politique. Ainsi, avec la Vieille Comédie, le théâtre est transformé en tribune.

« Orateurs influents, démagogues, généraux, gens à la mode, [la Vieille Comédie] traduit tous ces maîtres de l'opinion sur la scène, expose en les parodiant leurs actes et leurs projets, démasque leur ambition ; et, de peur qu'on ne s'y trompe, elle les nomme par leurs noms, satisfaisant ainsi à cette jalousie éternelle qui est l'aiguillon et la plaie de la démocratie. »

Si l'on n'a rien conservé de Cratinos, de Phrynichos le Comique, d'Eupolis, de Phérécrate, de Platon le comique, de Cratès, de Phormis et de tant d'autres, en revanche nous avons onze pièces d'Aristophane qui peuvent nous donner une idée suffisante de ce drame fantastique et plein d'imagination et de poésie.

« Les Acharniens et la Paix sont un manifeste contre la guerre du Péloponnèse ; les Chevaliers, une ardente invective contre Cléon, le politique alors en faveur; les Guêpes, une satire de l'organisation judiciaire ; les Nuées, un pamphlet contre l'éducation ; les Oiseaux, les Harangueuses, la Lysistrata, le Plutus, une critique des utopies politiques et sociales ; les Fêtes de Déméter et les Grenouilles, une parodie du théâtre d'Euripide. Ces pièces embrassent une telle variété d'objets et se mêlent si vivement aux événements d'alors, que, mieux peut-être encore que l'histoire de Thucydide, elles nous font connaître la situation d'Athènes à cette époque. »

Mais alors que s’achève le siècle de Périclès, la liberté athénienne et la Vieille Comédie tendent à disparaître. Exclue de la politique, condamnée à s'abstenir de personnalités, elle cherche dans la vie privée une matière nouvelle, et s'attache à la satire générale des passions, des travers et des humeurs des humains. Toutefois, cette métamorphose ne se fait pas en un jour. Entre la Vieille Comédie et la Comédie Nouvelle il y eut une époque indécise de transition, celle d'Antiphane, d'Eubulos, d'Alexis, qu'on a nommée la Moyenne Comédie, où, à l'instar de la scène sicilienne, on s'amuse à travestir les épisodes de la mythologie. Les masques sont restés dans la comédie populaire de l'Italie (que l'on retrouvera plus tard dans la Commedia dell'arte)

#### Nouvelle comédie sous la monarchie macédonienne

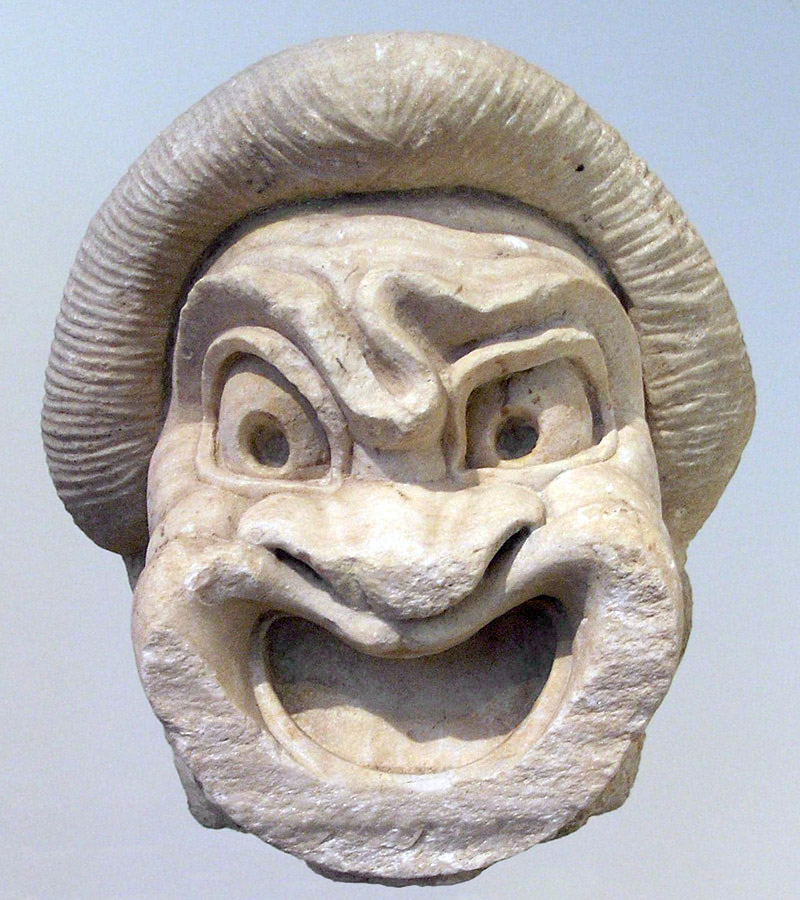
Masque de théâtre appartenant au type du Premier esclave de la Nouvelle Comédie, IIe siècle av. J.-C. Musée national archéologique d'Athènes.

La comédie nouvelle (également désignée sous le terme de Néa) commence dans la seconde moitié du IVe siècle av. J.-C. Ce n'est guère que sous la monarchie macédonienne qu'un grand poète, Ménandre, fit sortir enfin de ces ébauches la véritable comédie de mœurs et de caractère, telle que nous la concevons encore aujourd'hui.

« Il prend pour cadre de ses pièces les aventures ordinaires de la vie il en combine les situations et les contrastes de façon à faire éclater dans leur vérité naïve et profonde les sentiments, les faiblesses et les travers du cœur humain... Sa comédie devient un vrai tableau de mœurs, qui nous rend en vif l'image de la société athénienne d'alors. »

Diphile et Philémon furent, avec Ménandre, les principaux auteurs de la Comédie Nouvelle.

#### La comédie dorienne
Cet autre genre de comédie grecque se développa dans diverses villes doriennes, telles que Mégare, Sparte... La comédie dorienne fut représentée par trois poètes, Épicharme, Phormis et Dinoloque. Elle n'était pas démocratique, comme la comédie athénienne : protégée par deux rois, Gélon et Hiéron, elle resta étrangère à cet esprit de satire politique qui distingue l'Ancienne comédie d'Athènes. Elle conserva, avec un caractère de gravité philosophique, le respect des puissants ; et les discussions philosophiques y tenaient une grande place.

#### La comédie romaine
Comme à Athènes, le théâtre romain a une dimension religieuse : les représentations sont liées au culte de Bacchus. Comme à Athènes également, la dimension politique est présente, puisque le théâtre se joue lors des Jeux, ou lors de cérémonies importantes réunissant le peuple. Le chant, la danse, la musique accompagnent encore le texte – le théâtre est un « spectacle total ».

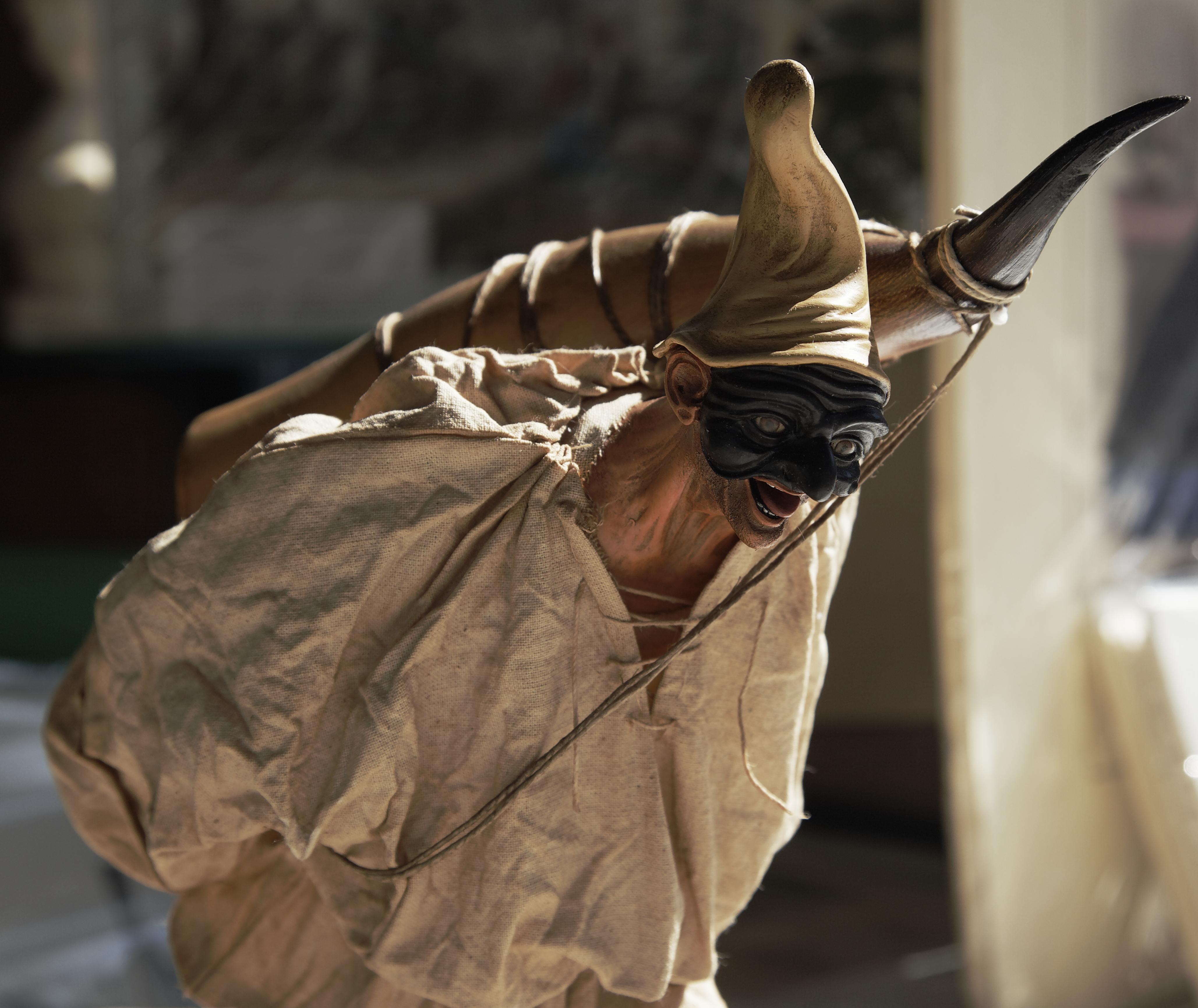
Pulcinella descendant de Maccus ou de Kikirrus ?

Les accessoires sont plus nombreux que dans le théâtre grec : le rideau de scène apparaît, les costumes sont parfois somptueux, la machinerie se développe. Les masques sont toujours présents.
Sur la scène, pas de « décor » au sens moderne : quelques portes, signifiant une demeure ou un palais, et parfois une machinerie permettant de faire apparaître un dieu récitant une tirade – d'où l'expression « deus ex machina ».
Dans l'empire romain, la farce, l'Atellane, interprétée par des acteurs masqués, qui connurent la faveur populaire et furent à la source de la Commedia dell'arte (ce qui fait que les masques ressemblent fort aux masques actuels de la Commedia dell'arte), existait avant que la Nouvelle Comédie athénienne fût traduite à son usage. Et de plus, la comédie consacrée à la peinture de mœurs romaines (comoedia togata, jouée en toge) n'atteignit jamais le succès de l'atellane.
La comédie grecque (Nouvelle Comédie athénienne) fut apportée par Livius Andronicus (280 av. J.-C - 204). La population éclairée ne voulut plus dès lors que des pièces grecques. La comédie nouvelle s'exporte à Rome, où elle sera adaptée au IIIe siècle sous le nom de comedia palliata (dans lequel les acteurs portent le vêtement grec, le pallium) et abondamment reprise par Plaute et Térence. En effet, toutes les pièces que nous avons conservées de Plaute et de Térence (dont Molière a parfois pu s'inspirer) ne sont que des traductions de comédies grecques.
Depuis la dictature de Sylla (qui commença en décembre 82 av. J.-C), l'Atellane fut remplacée par le Mime. Les comédies de Plaute ne cessèrent pas d'être jouées dans tout l'Empire jusqu'à l'invasion des Germains.
Ainsi, la comédie comme genre théâtral s'est développée en Europe dans l’antiquité gréco-romaine, où elle partageait avec la tragédie les théâtres construits dans l'Empire romain.

##### La comédie romaine, en littérature
De la Grèce, la fable passe à Rome. Horace propose une remarquable adaptation du Rat de ville et du Rat des champs (Satires, II, 6) que certains critiques estiment supérieure à la version de Jean de La Fontaine. Il sera suivi par Phèdre qui, comme Ésope, est né en Thrace et était esclave avant d'être affranchi par Auguste. On lui doit six livres de fables, dont le premier s'ouvre avec Le Loup et l'Agneau. Avec ce recueil entièrement écrit en vers, Phèdre va véritablement faire de la fable un genre poétique à part entière. Il ne se contente pas d'adapter Ésope en latin, mais fait aussi preuve d'originalité : sur les 126 fables que compte son recueil, moins de la moitié sont directement empruntées à Ésope. Même si ces fables ne lui attirent pas la gloire de son vivant, Phèdre fera des émules.
Le poète Babrius, un Romain hellénisé contemporain de Phèdre, récrit en grec les fables ésopiques et les met en vers. On connaît de lui deux recueils, qui totalisent 123 fables.
La vogue de la fable grandit dans le monde gréco-romain. On trouve diverses références à des fables chez l'auteur grec Lucien de Samosate (120-180), notamment celle des singes dansants, qui joue sur l'opposition entre l'inné et l'acquis, thème commun à de nombreuses fables, notamment chez La Fontaine et Florian. Au IVe siècle, le poète romain Avianus en laisse 42, pour la plupart des adaptations de Phèdre, mais dont plusieurs, qui ne sont attestées nulle part ailleurs, sont fort bien construites. Son contemporain, le Grec Aphthonios a laissé un recueil de 40 fables en prose.
Par la filière latine, les fables d'Ésope passeront au Moyen Âge et inspireront d'innombrables successeurs.

### La comédie durant le Moyen Âge en Europe

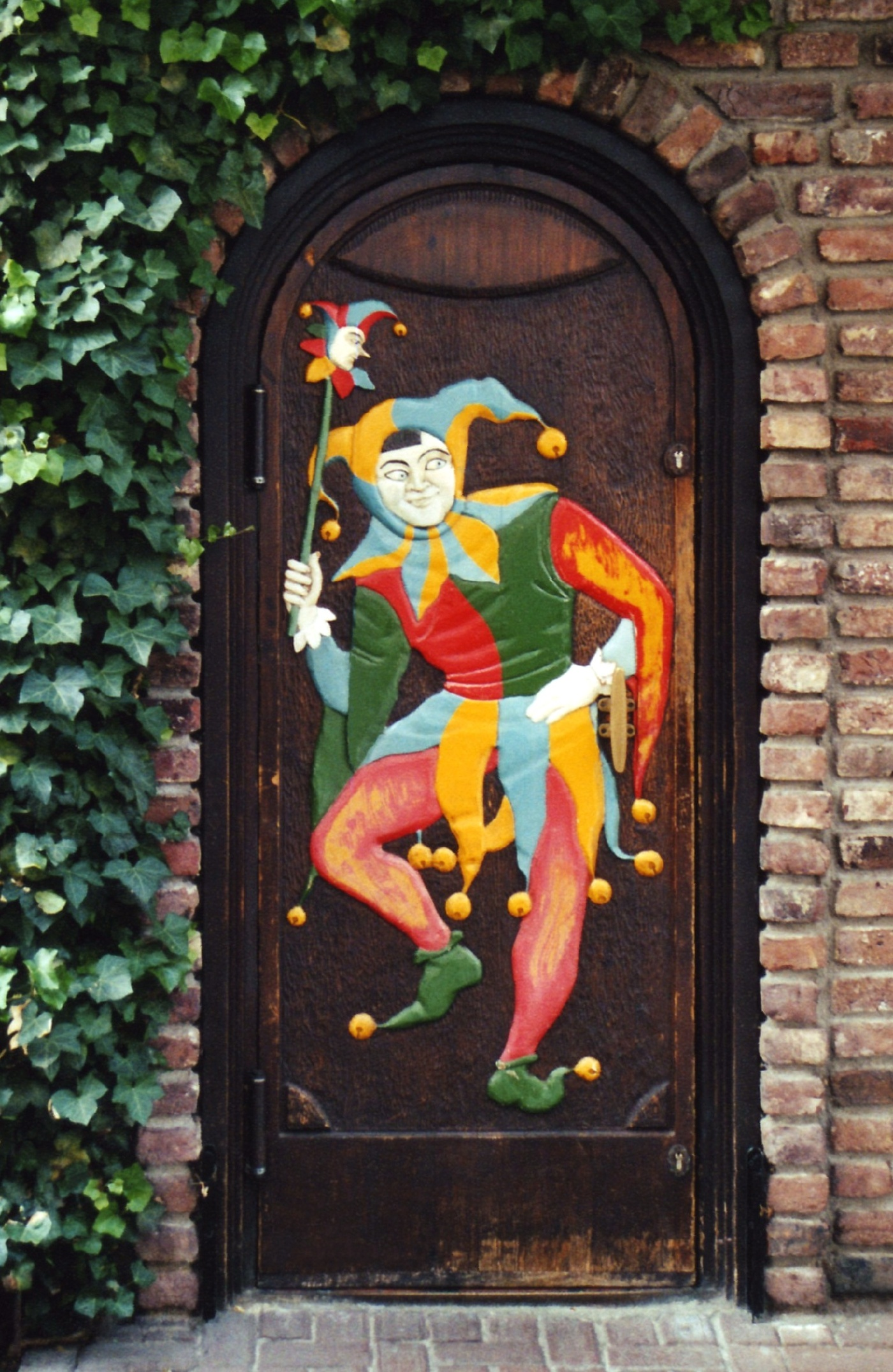
Bouffon avec sa marotte, son costume traditionnel bicolore (rouge et vert) garni de grelots, son bonnet surmonté d'oreilles d'âne, sa grande collerette dentelée et ses chaussures pointues.

Après l'effondrement de la culture antique, le Moyen Âge, qui ignore le mot « comédie », réinvente de nombreuses formes de théâtre comique. Le théâtre se joue dans la rue (théâtre de rue), sous la forme de mystères, fabliaux, farces, soties ou encore mime. Certains de ces genres sont plus ou moins inspirés de survivances de genres antiques comme l'atellane.
En effet, la tradition des jongleurs et le goût du divertissement parodique chez les clercs s'expriment au Moyen Âge dans une grande diversité de pièces de caractère satirique et didactique :
- les diableries, qui sont incluses dans les mystères religieux
- les farces, qui sont des pièces courtes mettant en scène des types populaires de la vie quotidienne (le paysan, la femme, le curé, le noble, etc.) et une situation simple sur fond de morale traditionnelle
- les soties (qui apparaissent aux XVe et XVIe siècles), axées sur le « sot » (une sorte de clown avant la lettre) et qui usent de toutes les libertés de la satire.

Dès le XIIe siècle, la bourgeoisie (habitants du bourg), a sa propre littérature, véritable satire sociale avant la lettre. Elle est par essence malicieuse, pittoresque, mais le plus souvent réaliste. Il nous en reste essentiellement des fabliaux (Estula, Le Lévrier et le Serpent, Les Trois Aveugles de Compiègne), le Roman de Renart, et, plus tard, des farces (La Farce de Maître Pathelin, XVe siècle).
Au XIIIe siècle, le théâtre se joue sur la place du village ou de la ville. Les spectateurs sont des « bourgeois » (habitants du bourg), tandis que les cours des seigneurs préfèrent les spectacles de tournois, de ballets, etc.
Au cours des XIVe et XVe siècles, les spectacles deviennent payants. De ce fait, le théâtre se joue de plus en plus souvent dans des lieux clos et non plus sur la grand-place. Peu de décors sont utilisés au Moyen Âge : on se contente parfois d'écriteaux signalant les lieux. Mais les machineries se développent, afin de créer des « effets spéciaux ».
Toujours au Moyen Âge, les bouffons ont pour rôle de faire rire les gens : ils divertissent, utilisent l'insolence et sont parfois conseillers ; les plus connus sont les fous de rois et des seigneurs. D'ailleurs, au XVe siècle, François Ier, crée une école de fous.

### La comédie en France sous l'Humanisme

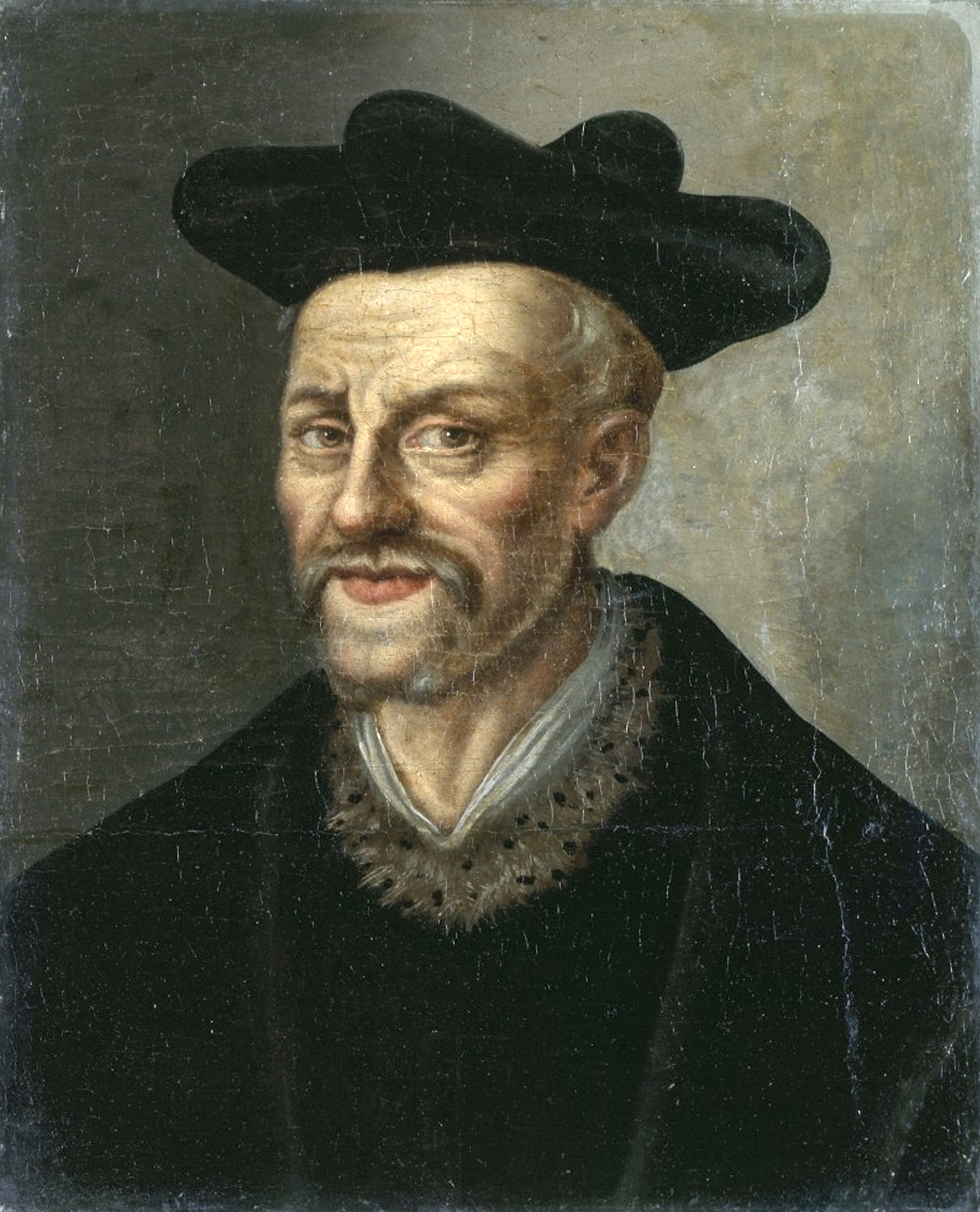
Rabelais

Au XVIe siècle, Rabelais, écrit Gargantua devenant le premier auteur à avoir utilisé le burlesque dans ses œuvres. Ses œuvres majeures, comme Pantagruel (1532) et Gargantua (1534), qui tiennent à la fois de la chronique, du conte avec leurs personnages de géants, de la parodie héroï-comique, de l'épopée et du roman de chevalerie, mais qui préfigurent aussi le roman réaliste, satirique et philosophique, sont considérées comme une des premières formes du roman moderne.
Dans les années 1456-1460 sort l'une des rares pièces de comédie de l’époque La Farce de Maître Pathelin. Toujours au XVe siècle apparaît la Moralité, mettant en scène des personnages allégoriques, représentant les vices et vertus des hommes ainsi que les défauts de la société
Au XVIe siècle, des lettrés créent la comédie humaniste, afin de s'opposer à la tradition médiévale de la farce et de retourner aux sources de la comédie latine. Les comédies humanistes constituent les premières « comédies régulières » de l'histoire du théâtre français. Il faut entendre par cette appellation les comédies composées à l’imitation de la comédie romaine et qui en respectent les règles formelles, par opposition aux farces, sotties, moralités et autres jeux théâtraux de l’époque désignés par le même terme de « comédie », qui regroupait dans le vocabulaire courant tous les spectacles à dénouement heureux (et qui seront tous interdits sous cette appellation par édit du Parlement de Paris de 1588 à 1594).
De plus, du mélange de la Farce avec la Moralité naît la Sottie, qui, sous le règne de Louis XII notamment, rappelle la Vieille Comédie athénienne, au moins pour la malice et l'audace à tout dire.

#### La comédie sombre dans le déclin en France à partir du milieu duXVIesiècle
Au milieu du XVIe siècle, les mystères (c'est-à-dire le genre théâtral le plus prestigieux) sont interdits. En effet, l'Église estime désormais que la foi doit être l'affaire des doctes, et non des acteurs (le théâtre est mis à l'index par l'Église qui l'accuse de mentir sur la réalité). Ainsi, malgré quelques résistances, le théâtre sombre dans le déclin. Il faudra attendre une redéfinition de cet art pour qu'il reprenne consistance.

### La comédie en Europe sous la Renaissance
Sous la Renaissance, les auteurs de toute l'Europe veulent retourner aux sources du théâtre et s'approprier la comédie latine. On appelle comédie « régulière » la comédie qui s'inspire de la comédie latine, et qui en respecte les règles formelles, tout en s'opposant aux diverses formes de comédies médiévales.
Au XVe siècle (en Italie), apparaissent les premiers modèles de la comédie « régulière », suivis au XVIe siècle par l'Arétin, Machiavel (la Mandragore) et Trissino. Très vite, la comédie italienne s'en détache, avec Giordano Bruno (le Chandelier) et Ruzzante, qui compose en dialecte padouan des scènes populaires et trouve son style dans l'improvisation de la commedia dell'arte.

« Ces essais grossiers d'une comédie indigène s'éclipsèrent rapidement à la Renaissance devant l'éclat des œuvres antiques. Toutes les nations lettrées sont jalouses de s'approprier la comédie latine. Nul pays cependant n'y réussit mieux et plus naturellement que l'Italie... Ainsi dans ce genre de comédie que l'on appelle la Commedia dell'arte Il y a des types à défaut de caractères, des poses, à défaut de gestes naturels, des masques à défaut de traits de mœurs. C'est Arlequin, Pulcinella, Brighella, Pantalon, etc., tous les personnages accoutumés des farces populaires, qui, se mêlant aux rôles traditionnels de la comédie antique, composent de tout cela un drame étrange, plein d'imagination et de gaieté plutôt que de vérité, une caricature jubilatoire plutôt qu'un portrait de la vie. »

#### La comédie italienne
La comédie italienne, au XVIe siècle, voit apparaître la commedia dell'arte qui supplante la comédie régulière ; son influence sera considérable sur l'évolution des techniques théâtrales.

#### La comédie shakespearienne et élisabéthaine
En Angleterre à la fin du XVIe siècle, la comédie élisabéthaine, nourrie d'observations, est dominée par William Shakespeare, mais elle vaut aussi des succès à Ben Jonson, Francis Beaumont et John Fletcher, Thomas Middleton, Thomas Dekker.
La comédie élisabéthaine avait un sens très différent de la comédie moderne. Une comédie de Shakespeare est celle qui a une fin heureuse, impliquant généralement les mariages entre les personnages non mariés, et un ton et un style qui est plus léger que les autres pièces de Shakespeare.

#### La comédie espagnole

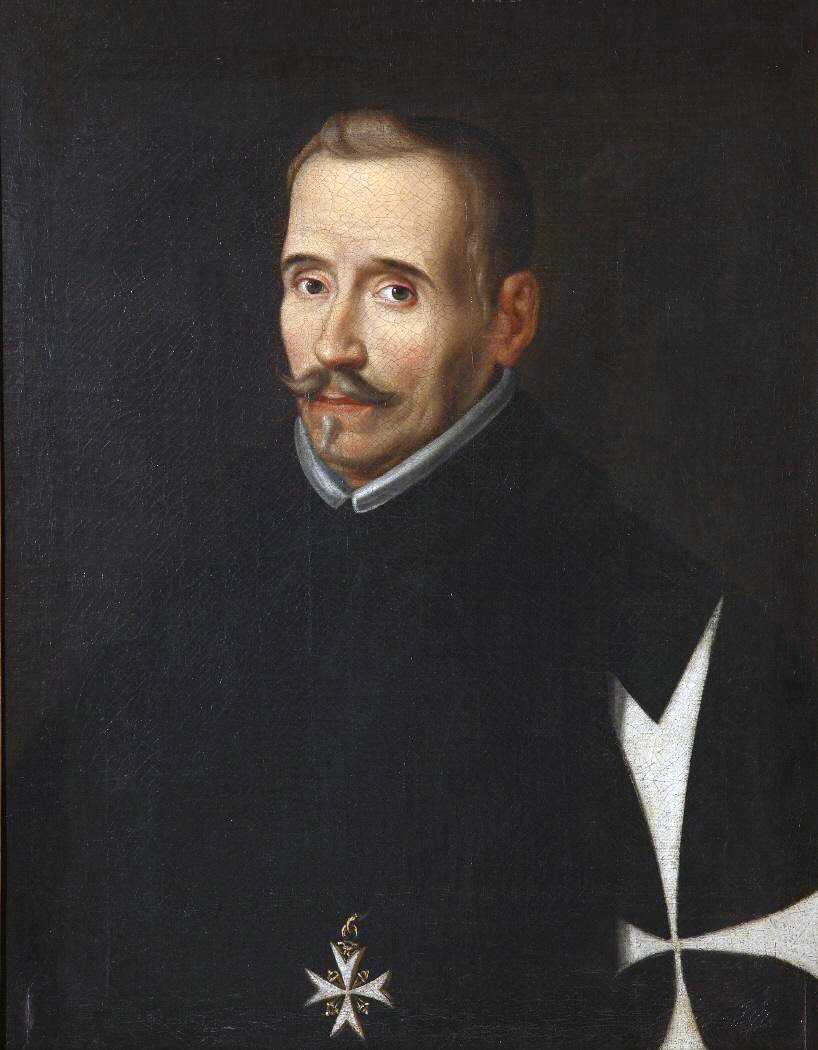
Lope de Vega

Le Siècle d'or espagnol (Siglo de Oro en espagnol) est la période de rayonnement culturel de l'Espagne en Europe du XVIe au XVIIe siècle. C'est une période de grande vitalité littéraire et artistique en Espagne et dans les pays hispanophones d'Amérique latine
La comédie espagnole de la fin du XVIe siècle (et principalement la comedia), met en œuvre tous les types d'intrigue avec Cervantès, Lope de Vega, Calderón de la Barca, Moreto y Cabaña, Fernando de Rojas, et inaugure, avec Ruiz de Alarcón, la « comédie de caractère », qui inspirera directement Pierre Corneille (avec Le Menteur en 1652).
La comédie en Espagne s'attache à captiver l'imagination par l'intérêt romanesque de l'intrigue, plutôt que par la vérité du cœur humain. Le caractère disparaît et s'absorbe dans la passion dominante. L'imagination prévaut et, aussi, la passion.

Le théâtre s'inquiète peu de la vraisemblance du roman et de la vérité du caractère. On y met en scène un jeune cavalier amoureux et la jeune doña dont il est épris; on les sépare par toutes sortes d'obstacles, des parents inflexibles, un tuteur jaloux, des rivaux acharnés, la distance des rangs ; à travers les incidents d'une intrigue compliquée, nous suivons avec un intérêt curieux les ruses et les efforts par lesquels les deux amants s'efforcent de se rejoindre. 

« Jetez à travers ce canevas un valet rusé, une soubrette intrigante, un niais, pour amener quelques scènes de bouffonnerie, un matamore exagérant encore l'emphase castillane, des déguisements infinis, des paravents, des échelles de corde, et maints coups d'épée; et vous aurez toute la comédie de Lope de Véga et de Caldéron. L'intrigue y est tout ; les caractères y comptent pour rien : il n'y a de place à travers les incidents que pour les passions. »

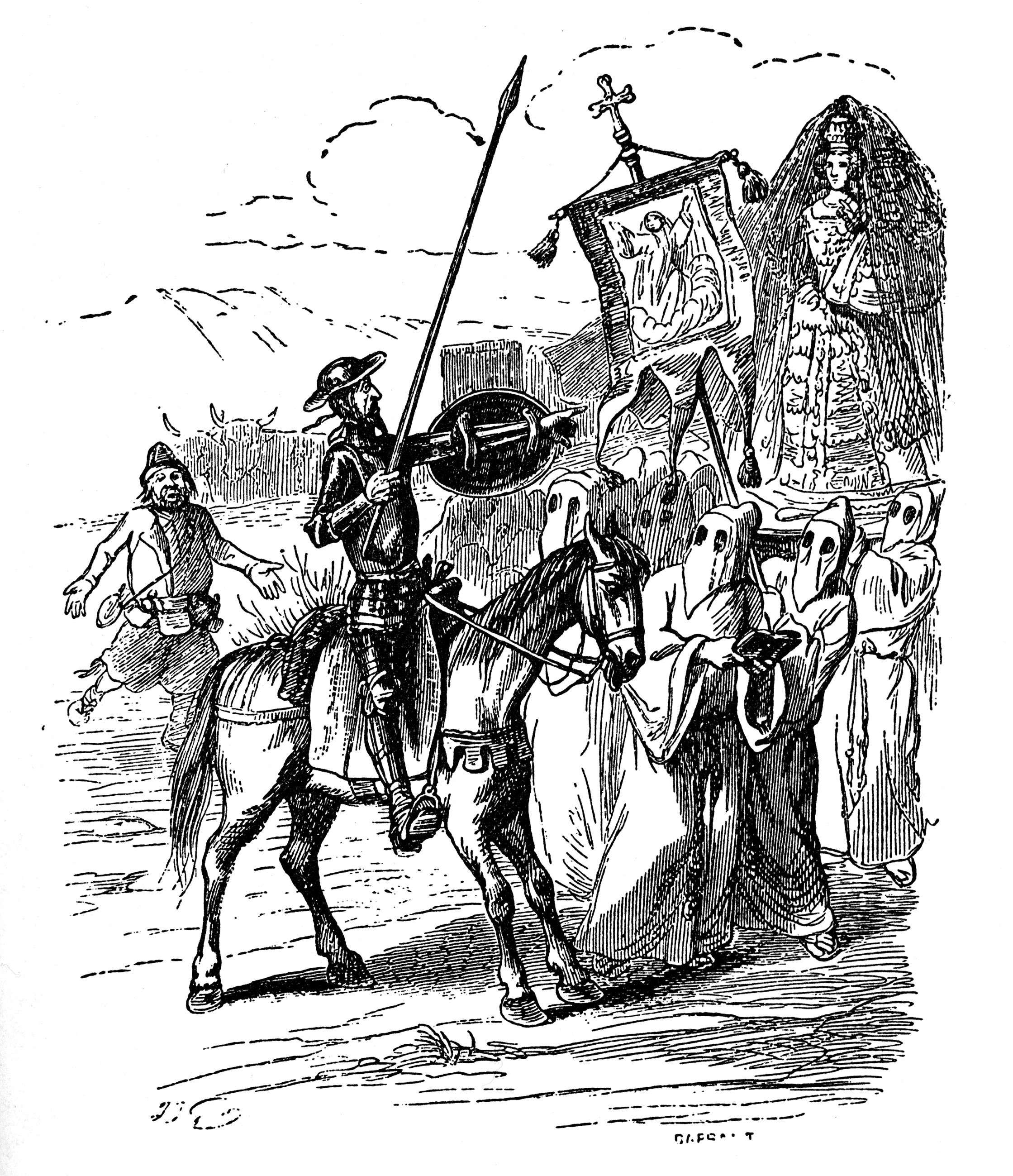
Don Quichotte par Gustave Doré.

Considéré par beaucoup comme la plus grande œuvre rédigée en langue espagnole, Don Quichotte est l'un des premiers romans publiés en Europe. Ce roman, tout comme le monde dans lequel vit son auteur, Miguel de Cervantes, est à la frontière du Moyen Âge et de l'époque moderne. Le second tome est publié en 1615, un an avant la mort de l'auteur. Don Quichotte est à la fois un roman médiéval - un roman de chevalerie - et un roman de l'époque moderne alors naissante. Le livre est une parodie des mœurs médiévales et de l'idéal chevaleresque et une critique des structures sociales d'une société espagnole rigide et vécue comme absurde. Don Quichotte est un jalon important de l'histoire littéraire, et les interprétations qu'on en donne sont multiples, pur comique, satire sociale, analyse politique.
Contemporain de Cervantes, l'auteur de théâtre Lope de Vega est célèbre pour ses drames, notamment ceux basés sur l'histoire du pays. Dans les centaines de pièces qu'il écrit, Lope de Vega adopte, comme Cervantes, une approche comique, transformant par exemple une pièce morale conventionnelle en une œuvre humoristique et cynique. Son objectif principal est de distraire son public. Le mélange qu'il fait des éléments moraux, de la comédie, du drame et du génie populaire en fait un cousin de Shakespeare, auquel il est souvent comparé, et dont il est le contemporain. En tant que critique de la société, Lope de Vega attaque, également comme Cervantes, nombre des anciennes institutions du pays, dont l'aristocratie, la chevalerie, la rigidité des mœurs… Ces deux écrivains constituent une alternative artistique à l'ascétisme d'un Francisco Zurbarán. Plus avant dans le XVIIe siècle, les pièces de « cape et d'épée » de Lope de Vega mêlant aventures, intrigues amoureuses et comédie influencent son héritier littéraire, Pedro Calderón de la Barca.

### Le renouveau de la comédie en France auXVIIesiècle

#### Mise en place du théâtre classique au début duXVIIesiècle
En France, au début du XVIIe siècle apparaissent plusieurs nouveautés. En effet, le métier de comédien, même s'il est méprisé par l'Église et une part de l'opinion, fascine de plus en plus. Et les femmes peuvent quant à elles enfin monter sur scène.
En 1629 apparaît Mélite de Pierre Corneille, qu'il qualifia dans la première édition de « Pièce comique » et non pas de comédie, forme nouvelle de « comédie sentimentale » fondée sur les déchirements du cœur et une conception nouvelle du dialogue de théâtre qu'il qualifiera lui-même trente ans plus tard de « conversation des honnêtes gens », loin des formes comiques alors connues qu'étaient la farce et la comédie bouffonne à l'italienne.
En 1630, le théâtre est reconnu comme un art officiel par Richelieu. Et la règle des trois unités est préconisée en 1630 dans la Lettre sur l’art dramatique de Jean Chapelain, conseiller du cardinal Richelieu. Régentant une bonne part du langage théâtral de l'époque, elles sont caractéristiques de ce qu'on appela plus tard le théâtre classique. Elles sont introduites en 1634 dans le chef-d’œuvre de Jean de Mairet, Sophonisbe.
De 1640 environ à 1656, la Comédie de cape et d’épée est en vogue en France. Elle sera remplacée par la tragi-comédie galante.
L'Abbé d'Aubignac joue un rôle important, car dans La Pratique du théâtre en 1657 il analyse le théâtre antique et le théâtre contemporain et en tire des principes qui constituent les bases du théâtre classique avec la règle des trois unités : la règle de bienséance, qui oblige à ne représenter sur scène que ce qui ne choquera pas le public.
Dans ce siècle dominé par le classicisme, la distinction entre les genres théâtraux est nette : la tragédie et la comédie ont des caractéristiques propres, qu'un auteur se doit de respecter (il existe cependant quelques formes « mêlées » : Le Cid, de Pierre Corneille, est ainsi une tragi-comédie). Comme pour la tragédie, la comédie classique française doit obéir à la règle des trois unités.
| Comédie                                                             | Tragédie                                    |
| ------------------------------------------------------------------- | ------------------------------------------- |
| Personnages de bourgeois                                            | Personnages nobles                          |
| Famille, vie sociale, argent, amour (sphère privée)                 | Pouvoir, politique, amour (sphère publique) |
| Forme assez libre ; vers ou prose                                   | Cinq actes ; vers                           |
| Registre comique et fin heureuse                                    | Registre et dénouement tragiques            |
| Unité de lieu, de temps, d'action : règle dite des « trois unités » |                                             |

#### La comédie, sous Louis XIV

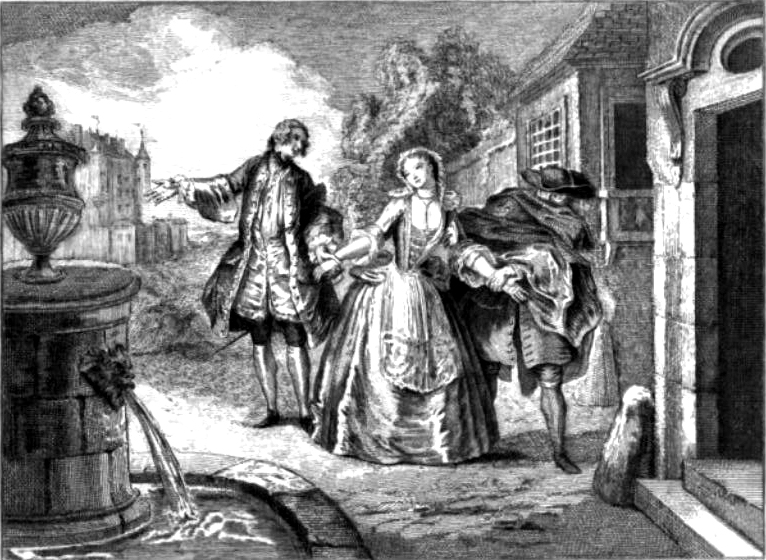
Gravure de l’édition de 1719 de L'École des femmes

Au XVIIe siècle, dans la Cour du Roi Louis XIV qui agit comme mécène, Molière invente avec Jean-Baptiste Lully la Comédie-ballet en 1661, et il recourt fréquemment au burlesque dans le théâtre à partir de 1662 dans L'École des femmes.
Même si le clergé est dans sa majorité hostile au théâtre, et considère que les comédiens doivent être excommuniés, Corneille et Molière réussissent à s'imposer. Corneille s'oriente vers l’écriture de tragédie, tandis que Molière (malgré sa préférence pour la tragédie) s'oriente vers l’écriture de comédie ; à moins que ce ne soit Corneille qui ait tout écrit à la place de Molière (voir la paternité des œuvres de Molière).
La France, devancée par l'Italie et l'Espagne dans sa renaissance littéraire, commence par les prendre pour modèles. C'est ce que fait Molière dans un premier temps, avant de se différencier (« Molière lui-même emprunte longtemps aux scènes italienne et espagnole le canevas et les personnages de ses premières comédies ; il commence par copier des modèles étrangers, avant de devenir lui-même original »).

Après s’être inspiré de la farce et de la Commedia dell'arte, (que l'on retrouvera dans le Médecin volant), Molière réinvente la Comédie de caractère, dans L’Ecole des femmes en 1662 (on retrouvera la Comédie de caractère dans George Dandin ou le Mari confondu, Le Misanthrope, l'Avare...), et réinvente la Comédie de mœurs dans Médecin malgré lui, en 1666. Ainsi, Molière fait reconnaître le théâtre de comédie comme un art à part entière et non plus comme un sous-genre comparé à la Tragédie. 

« Tout se passe comme si, désespéré de ne pouvoir faire de tragédies, Molière s’était donné comme but de créer des comédies aussi belles et graves que les tragédies. »

— P.-A. Touchard, revue littéraire Europe
Molière invente aussi trois nouveaux genres de théâtre[réf. nécessaire] :
- la basse comédie basée sur le comique de geste (Les Fourberies de Scapin)
- la comédie basée sur les comiques de geste, de situation et de caractère (L'Avare)
- la haute comédie basée sur les comiques de geste, de situation, de caractère, de mot et de mœurs (Le Misanthrope).

Pierre Corneille introduit la comédie héroïque (héritage de la comédie espagnole) en France, par exemple par le Tite et Bérénice de 1669. Enfin, la Comédie-Française, issue notamment de la troupe de Molière, est formée en 1680.

##### La comédie romanesque
Les Fables de La Fontaine continuent une tradition médiévale française, d'historiettes comiques et de satire des mœurs sociale, dont les acteurs sont des personnifications d'animaux, comme le Roman de Renart où on trouve l'anecdote du « Corbeau et du renard » avec des morales mises en adages, ou comme Marie de France chez laquelle on trouve la première version du « Loup et de l'agneau ».
La Fontaine a aussi fait un travail de traduction et d'adaptation de textes antiques, comme les Fables d’Ésope (par exemple « La Cigale et la Fourmi »), de Phèdre, d'Abstémius, mais aussi de textes d'Horace, de Tite-Live (« les Membres et l’estomac »), de lettres apocryphes d’Hippocrate (« Démocrite et les Abdéritains »), et de bien d'autres encore, elles constituent une somme de la culture classique latine et grecque, et s’ouvrent même dans le second recueil à la tradition indienne.

#### Influence sur toute l'Europe pour leXVIIIesiècle
Les comédies de mœurs et de caractère, imposée par Molière, servirent de modèle sur toute l'Europe, même aux auteurs anglais, qui abandonnèrent la truculence et la bouffonnerie du théâtre élisabéthain pour les comédies de William Congreve et exercèrent également une influence sur tout le théâtre comique européen pendant une partie du XVIIIe siècle (Moratín, en Espagne ; Carlo Goldoni, en Italie).

### La comédie en France auXVIIIesiècle

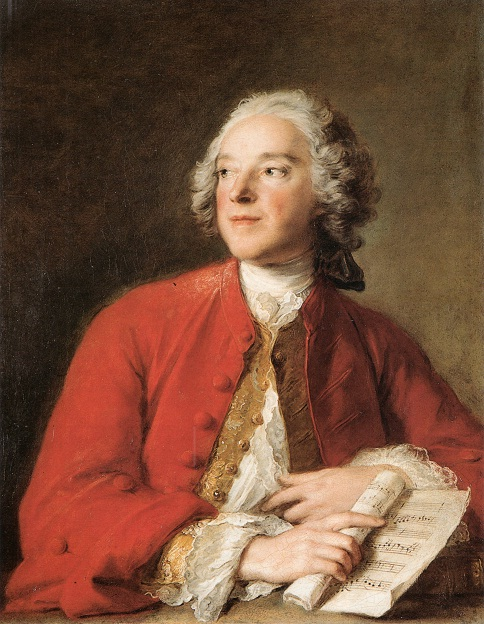
Beaumarchais

Au XVIIIe siècle en France apparaît le théâtre d'auteur, comme celui de Marivaux et de Beaumarchais. En ce siècle des Lumières, les « unités », reconnues comme essentielles au XVIIe siècle car elles permettaient (selon Boileau, entre autres) de donner plus de vraisemblance aux pièces, apparaissent peu à peu comme des carcans dont les auteurs cherchent à se défaire. De plus, les philosophes des Lumières prennent violemment parti contre le clergé et son attitude autoritaire envers le théâtre. Les « esprits libres » estiment que le théâtre est non seulement un divertissement innocent, mais aussi un moyen pédagogique : Voltaire et Diderot soutiennent l'idée selon laquelle la représentation des vices et des vertus peut « éclairer » les hommes. Ce siècle des Lumières voit apparaître la satire (Alain René Lesage en France, Sheridan en Angleterre) et l'analyse des sentiments (Marivaux).
Chez Marivaux, les personnages ne sont plus des types comiques ou des héros tragiques, mais des individus aux prises avec un questionnement sur leur identité. Ainsi, dans plusieurs comédies (par exemple La Double Inconstance), les personnages cachent leur identité à leur promis(e), en prenant le costume de leur valet (ou de leur suivante). Chacun veut en effet connaître son promis de façon masquée – mais c'est lui-même aussi qu'il découvre dans ce jeu de masques. Le langage de Marivaux retranscrit les moments de séduction entre les héros, et les interrogations des personnages sur leurs propres sentiments : c'est le « marivaudage ».
Ce siècle des Lumières, qui joue volontiers de l'émotion et du pathétique, crée, avec Nivelle de La Chaussée, la comédie « larmoyante », ou la comédie sentimentale et romanesque avec Gotthold Ephraïm Lessing, tandis que Denis Diderot salue dans la comédie « sérieuse », incarnée par Michel Jean Sedaine, un pendant au drame bourgeois.
Beaumarchais, avec Le Barbier de Séville ou Le Mariage de Figaro, donne au personnage du valet une importance cruciale. Le valet était déjà un personnage important auparavant (chez Molière par exemple, avec Scapin, Sganarelle, etc.), mais il est chez Beaumarchais porteur de revendications de justice et d'égalité sociale. Beaumarchais est ainsi un précurseur de la Révolution française et de la liberté d'opinion ainsi résumée dans sa pièce Le Mariage de Figaro : « Sans la liberté de blâmer, il n'est point d'éloge flatteur ». Il aura un hommage dans le film Beaumarchais, l'insolent (avec Fabrice Luchini).
Le théâtre de la foire (regroupant la comédie improvisée, et la farce), héritée du théâtre italien et de la Commedia dell'arte, se transforme en opéra-comique (qui elle-même hérite aussi de la Comédie-ballet).

### La comédie en France auXIXesiècle

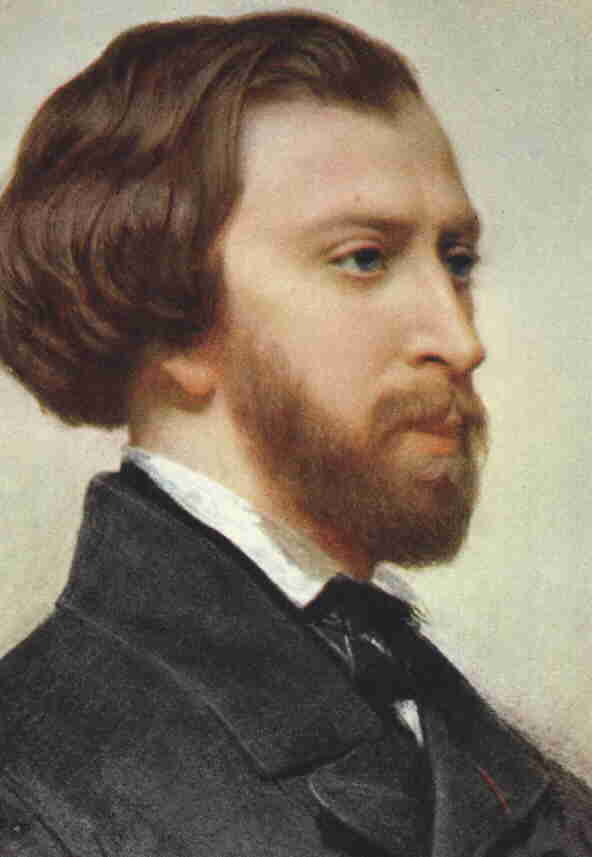
Alfred de Musset

Au XIXe siècle, les règles du XVIIe siècle (les unités, la bienséance) sont définitivement abandonnées. Les auteurs du romantisme veulent un autre théâtre. Ils souhaitent un type de pièces capable de mettre en scène l'Histoire et le pouvoir, dans un style qui ne soit plus soumis aux bienséances. Victor Hugo parle des unités comme d'une « cage » et déclare, de façon provocatrice : « J'ai disloqué ce grand niais d'alexandrin ».
Alfred de Musset, autre auteur romantique, se distingue en ce qu'il renonce assez vite à faire représenter ses pièces. Après l'échec de La Nuit vénitienne, il écrit des drames et comédies, en prose, mêlant des jeunes gens amoureux et des personnages vieillissants, grotesques et autoritaires, dans des décors multiples, difficiles à mettre en scène. Le théâtre, avec Musset, est fait pour être lu (et imaginé) plus que pour être vu.
Au début du XIXe siècle, le mime et pantomime, et la marionnette (Guignol), venant du théâtre de la foire, sont recréés et ont acquis leur forme actuelle. Sous le Second Empire, le théâtre de la foire fait une dernière transformation en vaudeville dans le théâtre de boulevard (dans lequel il y aura un hommage dans le film Les Enfants du paradis). Face à ces répertoires non littéraires du théâtre comique, la Comédie-Française, encore toute jeune, parvient à imposer le respect des normes de la dramaturgie, ce qui fait qu'elle devient symboliquement une importante institution, garante des traditions.

### La comédie russe de la Belle Époque

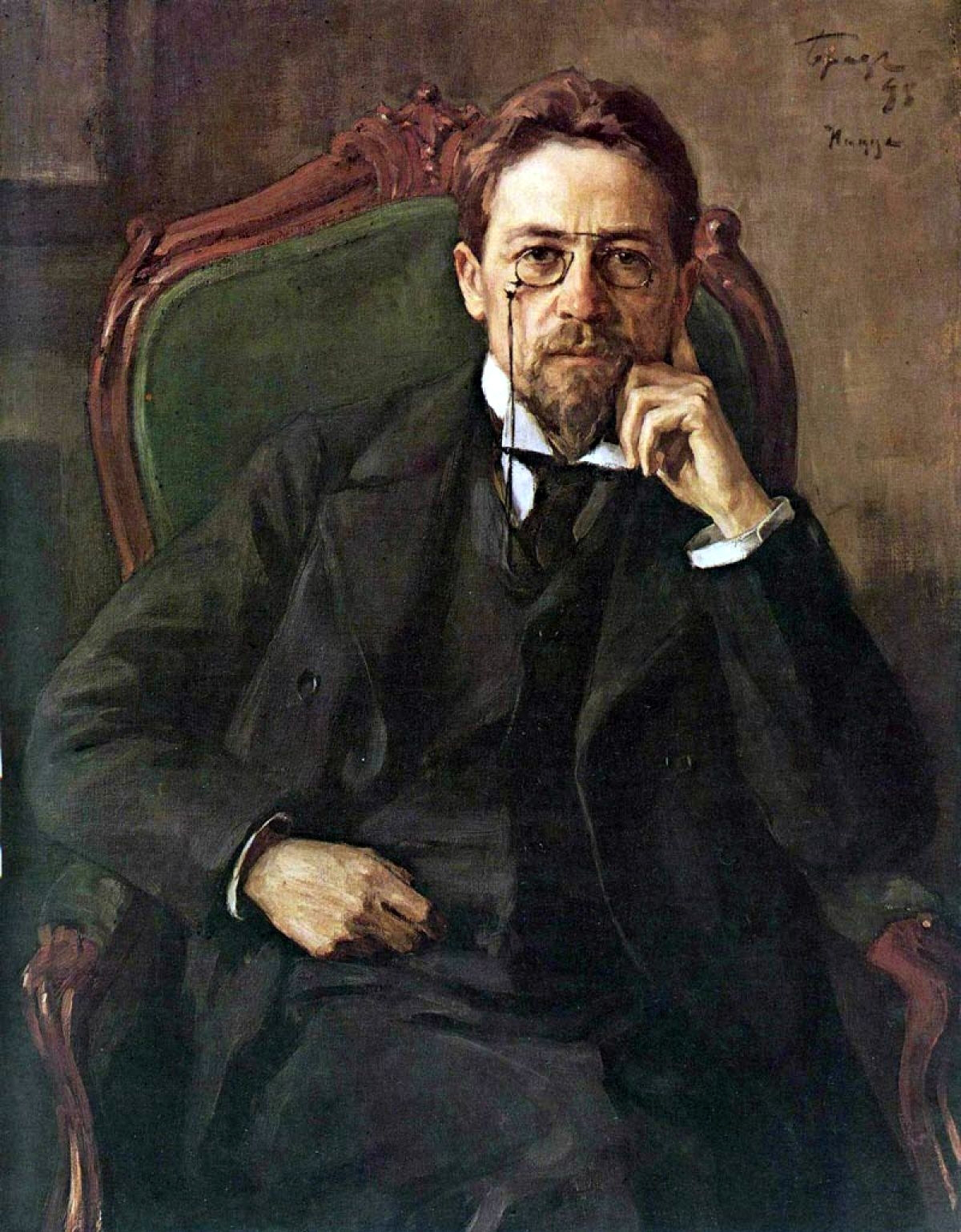
Tchekhov à Nice. Un portrait (1898) d'Osip Braz. Galerie Tretiakov, Moscou

Le théâtre russe de la Belle Époque (de la fin du XIXe siècle au début du XXe siècle) recourt aux scènes comiques dans un cadre « sérieux ». Ainsi, dans les pièces de Tchekhov, la peinture d'une société en décomposition, avec sa galerie de personnages pitoyables, oscille constamment entre le grotesque et le tragique.
- 1888 : L'Ours ; farce en un acte (russe : Медведь)
- 1888-1889 : Une demande en mariage ; farce en un acte (russe : Предложение)
- 1889 : Le Sauvage ou L'Homme des bois ou Le Génie des forêts ou Le Sylvain ; comédie en quatre actes (russe : Леший)
- 1889-1890 : Le Tragédien malgré lui ; farce en un acte (russe : Трагик поневоле)
- 1889-1890 : La Noce ; farce en un acte (russe : Свадьба)
- 1891 : Le Jubilé ; farce en un acte (russe : Юбилей)
- 1895-1896 : La Mouette ; comédie en quatre actes (russe : Чайка)
- 1897 : Oncle Vania ; scènes de la vie de campagne en quatre actes (russe : Дядя Ваня)
- 1904 : La Cerisaie ; comédie en quatre actes (russe : Вишнёвый сад)

### La comédie à partir duXXesiècle

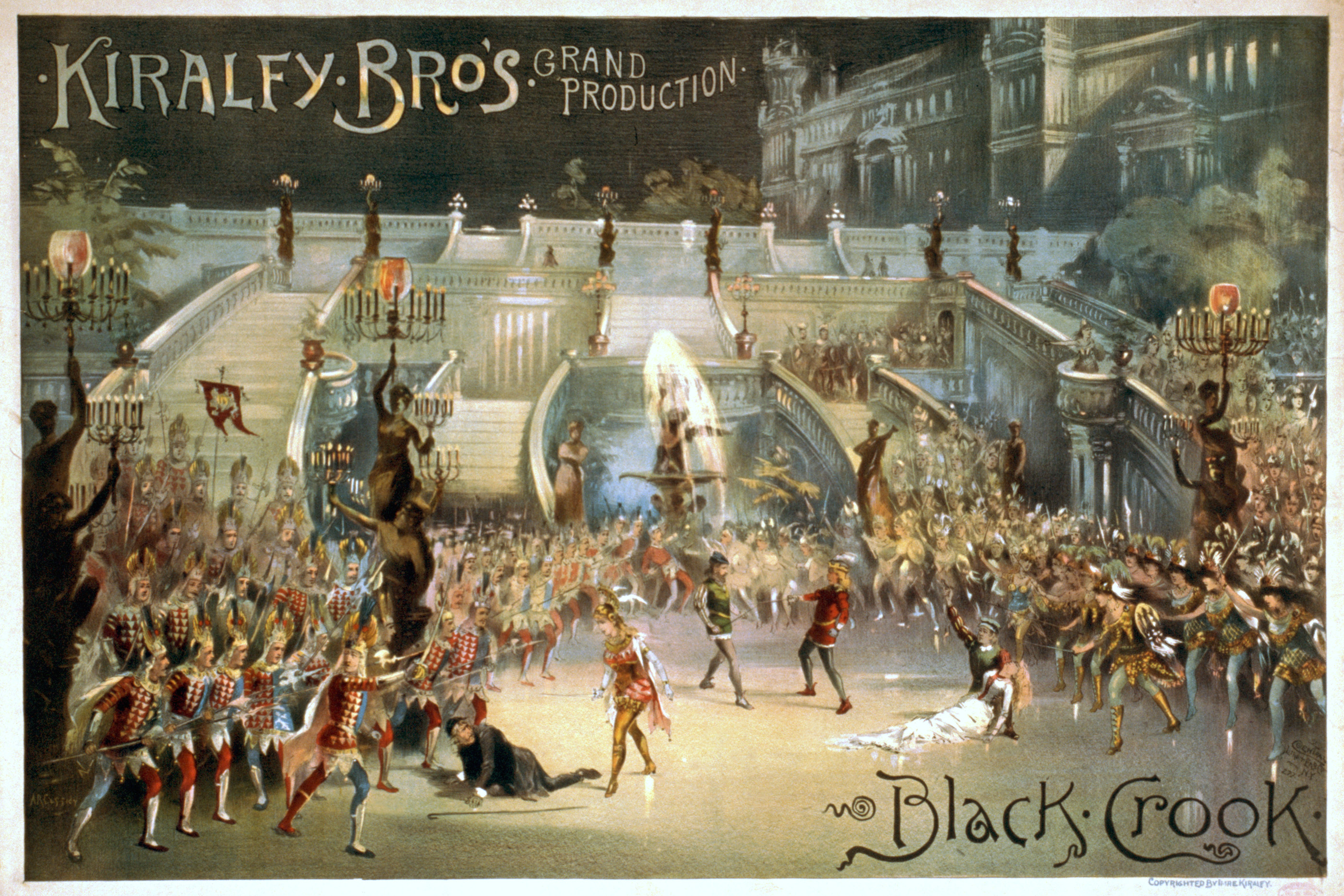
The Black Crook (1866) est parfois considéré comme la première comédie musicale.

À la suite du choc de la Première Guerre mondiale et à la montée des fascismes, dans la première moitié du XXe siècle, apparaît plus de tragédie (Jean Cocteau, Jean Anouilh, Jean Giraudoux) que de comédie, et la tragédie apparaît sous forme de mythes antiques.

#### Diversification de genres dans le théâtre
Au XXe siècle, le théâtre emprunte diverses voies – que les auteurs d'aujourd'hui creusent et diversifient encore.
Certaines pièces poursuivent dans la veine de la comédie de mœurs, déjà présente au XVIIe siècle, et qui avait connu un regain de succès à la fin du XIXe siècle, avec Georges Feydeau et Eugène Labiche (auteurs de vaudevilles).
Apparaît simultanément un théâtre de la « subversion » : Alfred Jarry, avec Ubu roi, présente une pièce faite pour choquer (la première réplique est un « Merdre ! » retentissant). Dans une certaine proximité avec le mouvement Dada ou le surréalisme, ce théâtre rejette toute psychologie des personnages pour préférer une représentation brute, presque abstraite, de l'homme.
En pleine Seconde Guerre mondiale, apparaît le théâtre de l'absurde (Eugène Ionesco, Samuel Beckett) : par la réécriture antique, le but est de démolir les mythes en prenant les mêmes héros, les mêmes thèmes et de les dégrader, pouvant passer du registre tragique au registre comique. Ils mettent en question dans leurs œuvres le personnage théâtral, le genre des pièces (Ionesco affirme ainsi que « le comique est l'autre face du tragique »), et le langage même. Des cris, des répliques apparemment dénuées de sens se succèdent pour donner une image à la fois drôle et effrayante de l'humanité. La scène se déroule souvent dans un climat de catastrophe mais le comique s’y mêle pour dépasser l’absurde. Les personnages ont souvent des réactions exagérées.
Le théâtre de boulevard, après que le Boulevard du Crime ait été détruit en 1862 (et que « par la suite, le théâtre s’enferme dans des bâtiments et ne s’adresse qu’à une petite élite »), redevient le théâtre de rue après la Seconde Guerre mondiale.

#### Comédie en littérature
Marcel Proust, dans À la recherche du temps perdu, qui n'est pas un roman comique en soi, utilise différentes formes de comédie :
- Comique de caractère et de gestes : Mme Verdurin incarne la caricature de la fausse amabilité, une parodie de la culture et de la distinction, de même Madame de Cambremer…
- Comique de situation : le grand-père du Narrateur souhaite pour son petit-fils une recommandation lorsqu’il ira en cure à Balbec… sans succès… Monsieur Legrandin utilise diverses stratégies pour détourner la conversation du grand père.
- Comique de mots : Zeugma : Madame Verdurin s’adressant aux familiers du petit clan sur le ton du Christ…

#### Nouvelles formes de comédie
Au XXe siècle, la comédie se diversifie dans la musique (comédie musicale), dans le cinéma (cinéma comique), dans la télévision, et dans de nouvelles formes théâtrales (sketch, stand-up et nouvelles formes d'improvisation).

#### Exemples notables
- En 1960, Boeing Boeing écrite par Marc Camoletti a un succès considérable, avec plus de 10 000 représentations.
- En 1994, « Art » écrite par Yasmina Reza a un succès considérable, et a été traduit dans trente-cinq langues.

## Arts de la scène

### Formes historiques
- Commedia dell'arte, telle que pratiquée au XXe siècle par Dario Fo, Vsevolod Meyerhold, et Jacques Copeau.
Théâtre italien du XVIIe siècle avec un léger scénario, une grosse improvisation des comédiens et un jeu de masques.
- Comédie élisabéthaine / shakespearienne, telle que pratiquée par William Shakespeare.
- Comédie grecque antique, telle que pratiquée par Aristophane et Ménandre.
Genre littéraire et théâtral majeur de la Grèce antique, plus récent que la tragédie.
- Comédie romaine antique, telle que pratiquée par Plaute et Térence.
- Burlesque, venant de Music hall, de Vaudeville et de Performance.

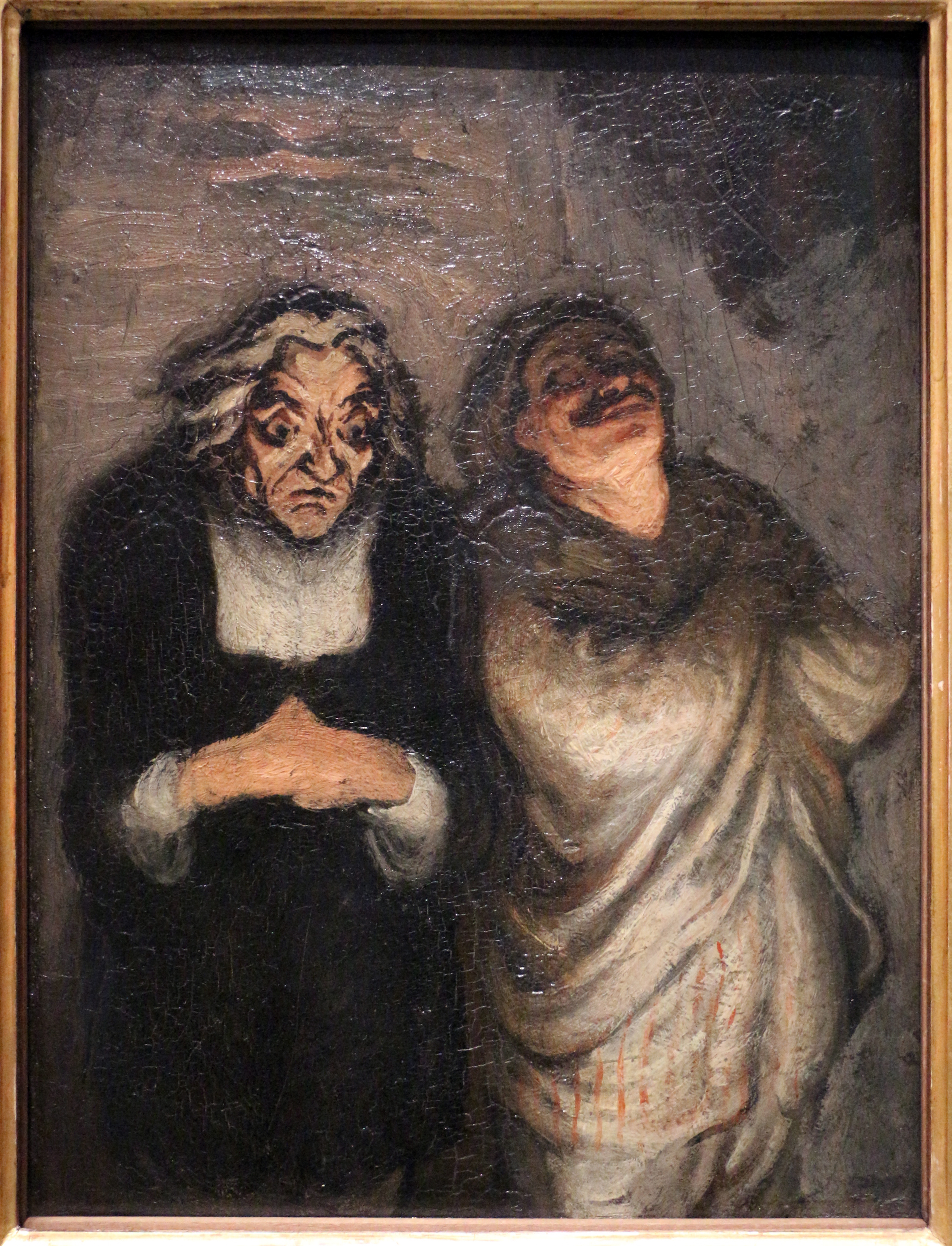
Scène de comédie, 1860
Les Fourberies de Scapin
Honoré Daumier
Musée d'Orsay, Paris

* Comédie de caractère, telle que pratiquée par Molière.
Pièce de théâtre où sont décrits de manière plaisante les mœurs, les défauts et les ridicules des êtres humains.
- Comédie héroïque, telle que pratiquée par Corneille.
- Comédie de cape et d’épée, telle que pratiquée par d'Ouville, Scarron, Thomas Corneille, Boisrobert.
Genre dramatique fidèlement adapté de la comedia de capa y espada espagnole qui a connu, de 1640 environ à 1656, une grande vogue en France.
- Comédie des humeurs, telle que pratiquée par Ben Jonson et George Chapman.
- Comédie de menace, telle que pratiquée par David Campton et Harold Pinter.
- Comédie de mœurs[17],[N 4], telle que pratiquée par Molière, William Wycherley et William Congreve.
Elle fonde le comique sur la satire des mœurs contemporaines, des traits de la société.
- Comédie de la Restauration anglaise, telle que pratiquée par George Etherege, Aphra Behn et John Vanbrugh.
- Comédie d'intrigue, telle que pratiquée par Niccolò Machiavelli et Lope de Vega.
Elle présente un enchaînement d'aventures plaisantes, de situations embarrassantes et bizarres, qui tiennent le spectateur en suspens jusqu'au dénouement.
- Comédie larmoyante, telle que pratiquée par Pierre-Claude Nivelle de La Chaussée et Louis-Sébastien Mercier.
- Comédie sentimentale, telle que pratiquée par Colley Cibber et Richard Steele.
- Farce, de Georges Feydeau à Joe Orton et Alan Ayckbourn.
Petite pièce de théâtre du XVIe siècle qui est jouée à l'entracte d'une tragédie biblique. Elle est jouée uniquement en improvisation des comédiens et le thème principal en est le mari trompé ou l'arroseur arrosé.
- Marionnette.
- Mime et pantomime, telle que pratiquée par Baptiste Deburau (et qui aura un hommage dans le film Les Enfants du paradis).
- Proverbe
genre dramatique mondain et mineur basé sur une intrigue sentimentale légère.
- Sketch et stand-up.
- Théâtre de boulevard, telle que pratiquée par Frédérick Lemaître (et qui aura un hommage dans le film Les Enfants du paradis).
Théâtre de pur divertissement. Le boulevard possède aussi un versant sérieux, dont l’ambition est d’agir avec force sur le public, en lui proposant des intrigues cruelles et poignantes.
- Théâtre de rue
- Théâtre de l'absurde, utilisé par des critiques pour décrire Samuel Beckett, Harold Pinter, Jean Genet et Eugène Ionesco.
- Théâtre d'ombres.
- Tragi-comédie, telle que pratiquée par Corneille.
Forme théâtrale caractérisée par une action romanesque, des personnages de haute extraction, un dénouement heureux et un refus des règles de la tragédie[21].
- Vaudeville, telle que pratiquée par Feydeau.
Ce genre de comédie légère du XIXe siècle qui revient à la mode sous la Restauration et triomphe sous la IIIe République, met en scène des situations inextricables dans des intrigues à multiples rebondissements avec imbroglios et quiproquos en série, s'enchaînant dans un rythme effréné qui fait la part belle au burlesque et à l'excentricité.

Aucune de ces rubriques ne permet de classer les œuvres de Shakespeare, qui dans Hamlet montre les limites de ces catégories : « Tragédie, comédie, histoire, pastorale, comédie pastorale, pastorale historique, tragédie historique, tragédie historico-comico-pastorale, scène indivise ou poème sans limites ».

#### Anciennes formes de classifications
Au XIXe siècle, selon M. Lemercier dans son Cours de littérature, il y a six espèces de comédies :
1. la satire allégorique dialoguée, nom spécial sous lequel il désigne le théâtre d Aristophane ;
2. la comédie de mœurs et de caractère ;
3. la comédie d'intrigue ;
4. la comédie mixte (mêlée d'intrigue, de mœurs, et de caractère) ;
5. la comédie épisodique ou comédie à tiroirs ;
6. la farce.

Ainsi, de la combinaison des trois genres de comédie (d'intrigue, de mœurs, et de caractère) résulte ce que Lemercier nomme la comédie mixte, laquelle admet à la fois tous les moyens, tous les ressorts qui peuvent contribuer au développement d'une action comique.

### Formes musicales, et dansantes
- Ballad opera
- Comédie-ballet : mêle la musique et la danse dans une action unique (contrairement à l'opéra-ballet, plus composite).
- Comédie musicale : théâtre musical chanté.
- Comédie rock : genre de musique rock, se caractérisant par son recours à l'humour, parfois satirique ou parodique[24].
- Musique légère : style de musique essentiellement orchestrale et instrumentale, effectuant la transition entre la musique purement classique ou viennoise et la chanson de variétés ainsi que les musiques de films, folkloriques, « de genre et de divertissement ».
- Opéra-bouffe : opéra traitant d'un sujet comique ou léger.
- Opera buffa : genre d'opéra italien traitant d'un sujet comique.
- Opéra-comique : Genre lyrique du XVIIIe siècle, qui dérive de la comédie-ballet, avec de nombreux emprunts au répertoire des airs sérieux et à boire.
- Opérette : genre musical, mêlant comédie, chant et généralement danse.
- Vaudeville : genre de spectacle de variétés américain mêlant chant, danse, théâtre, numéros de cirques, etc.

Établissements :
- Cabaret
- Café-concert
- Café-théâtre
- Music-hall
- Revue

### Métiers
- Duo comique
- Improvisation théâtrale pour la comédie d'improvisation
- Bouffon
- Clown
- Comédien
- Chansonnier
- Imitateur

### Institutions
- La Comédie-Française et la Comédie-Italienne de Paris
- Le Corral de comedias en Espagne.

## Quelques comédies théâtrales notables

### Antiquité
- 423 : Les Nuées, comédie d'Aristophane.
- 422 : Les Guêpes, comédie d'Aristophane, imitée plus tard par Jean Racine (Les Plaideurs, 1668).
- 414 : Les Oiseaux, comédie d'Aristophane.
- 411 : Aristophane écrit Lysistrata, pièce dénonçant les dangers d'une guerre fratricide entre Athènes et Sparte.
- 405 : Les Grenouilles, comédie d'Aristophane, satire de l'art et des idées d'Euripide.
- 191 : Représentation de L'Imposteur (Pseudolus), comédie de Plaute.
- 166 : Première comédie de Térence, l’Andrienne.
- 161 : Térence écrit l’Eunuque, l'une de ses plus célèbres comédies.

### Moyen Âge
- milieu du XVe siècle, Le Franc Archer de Bagnolet, monologue comique.
- entre 1461 et 1469, La Farce de Maître Pathelin, dialogue comique médiéval.

### XVIIesiècle
- 1606 : Volpone (ou Le Renard), comédie de Ben Jonson.
- 1618 : Le Chien du jardinier, comédie dramatique de Félix Lope de Vega Carpio.
- 1636: L'Illusion comique, comédie dramatique de Pierre Corneille
- 1668 : Les Plaideurs, comédie de Jean Racine.
- 1668 : L'Avare, comédie de Molière.
- 1669 : Première représentation de Tartuffe, comédie de Molière dont les deux premières versions (1664 et 1667) avaient été interdites.
- 1670 : Le Bourgeois gentilhomme, comédie-ballet de Molière et Jean-Baptiste Lully.
- 1671 : Première représentation des Fourberies de Scapin, comédie de Molière.
- 1696 : Le Joueur, comédie de Jean-François Regnard.

### XVIIIesiècle
- 1723 : La Double Inconstance, comédie de Marivaux.
- 1730 : Le Jeu de l'amour et du hasard, comédie de Marivaux.
- 1753 : La Locandiera, comédie de Carlo Goldoni.
- 1775 : Le Barbier de Séville, comédie de Beaumarchais.
- 1777 : L'École de la médisance, œuvre théâtrale de Richard Brinsley Sheridan.

### XIXesiècle
- 1833 : Publication des Caprices de Marianne, comédie d'Alfred de Musset.
- 1834 : On ne badine pas avec l'amour, proverbe d'Alfred de Musset (représenté en 1861).
- 1836 : Le Revizor ou l'Inspecteur général, comédie de Nicolas Gogol.
- 1860 : Le Voyage de monsieur Perrichon, comédie d'Eugène Labiche.
- 1896 : La Mouette, pièce de théâtre d'Anton Tchekhov.
- 1896 : Ubu roi, comédie burlesque d'Alfred Jarry, caricature bouffonne de la stupidité bourgeoise et de la sauvagerie humaine.
- 1897 : Cyrano de Bergerac, comédie héroïque d'Edmond Rostand.

### XXesiècle
- 1904 : La Cerisaie, pièce de théâtre d'Anton Tchekhov.
- 1910 : On purge bébé, vaudeville de Georges Feydeau.
- 1913 : Pygmalion, pièce de théâtre de George Bernard Shaw.
- 1917 : À chacun sa vérité, pièce de Luigi Pirandello.
- 1917 : La Volupté de l'honneur, comédie de Luigi Pirandello.
- 1923 : Knock ou le Triomphe de la médecine, comédie de Jules Romains.
- 1928 : Topaze, comédie de Marcel Pagnol.
- 1955 : La Visite de la vieille dame, pièce de Friedrich Dürrenmatt
- 1960 : Boeing Boeing de Marc Camoletti.
- 1994 : « Art » de Yasmina Reza.

## Comédie dans les romans
- Roman comique (Le Roman comique de Paul Scarron)
- Histoire comique
- Roman picaresque

### Genres
- La Fable :
Court récit en vers ou occasionnellement en prose qui vise à donner de façon plaisante une leçon de vie. Elle se caractérise souvent par la mise en scène d'animaux qui parlent mais peut également mettre en scène d’autres entités ou des êtres humains. Une morale est généralement exprimée à la fin ou au début de la fable quand elle n’est pas implicite, le lecteur devant la dégager lui-même.
Pour Phèdre, le fabuliste latin, « Le mérite de la fable est double : elle suscite le rire et donne une leçon de prudence »[25].
- Le Fabliau :
Du picard, lui-même issu du latin fabula qui donna en français « fable », il signifie littéralement « petit récit » ; c'est le nom qu'on donne dans la littérature française du Moyen Âge à de petites histoires simples et amusantes, et qui ne se proposent guère que de distraire ou faire rire les auditeurs et les lecteurs ainsi que de donner des leçons de morale.